# گمینا دنبیتسا
گمینا دنبیتسا (به لهستانی:  Gmina Dębica) یک گمینا در لهستان است که در شهرستان دنبیتسا واقع شده‌است. گمینا دنبیتسا ۱۳۷٫۶۲ کیلومتر مربع مساحت و ۲۳٬۹۵۳ نفر جمعیت دارد.